# صرع رمعي عضلي شبابي
الصرع الرمعي العضلي الشبابي (بالإنجليزية: Juvenile myoclonic epilepsy)‏ يعرف أيضاً باسم متلازمة جانز، هو شكل شائع نسبياً من أشكال الصرع الوراثية، كان يعرف سابقاً باسم الصرع المعمم مجهول السبب. يشكل بمفرده 5 – 10% من جميع حالات الصرع، ويظهر عادةً عند الشباب بين عمر 12 – 18 سنة. يتميز الصرع الرمعي العضلي الشبابي بنوبات من الانقباض العضلي المتكرر تنتج عن نشاط عصبي مفرط وغير طبيعي في الدماغ، تظهر هذه الحالات عادةً في الصباح الباكر أو عند الحرمان من النوم لفترات طويلة.
أظهرت الدراسات الوراثية العديد من المورثات المرتبطة بالصرع الرمعي العضلي الشبابي، وحُددت طفرات في أربع مورثات عند المرضى المصابين بهذه المتلازمة.

## العلامات والأعراض
يتميز الصرع الرمعي العضلي الشبابي بنوبات قصيرة من ارتعاش العضلات غير الإرادية. تحدث هذه النوبات في الصباح الباكر أو قبل النوم بوقت قصير، وهي أكثر شيوعاً في الذراعين منها في الساقين وقد تؤدي إلى سقوط الأشياء المحمولة. تبدأ الأعراض عموماً في عمر 10 – 16 سنة، على الرغم من إمكانية ظهور حالات في العشرينات أو حتى أوائل الثلاثينيات، ويلاحظ أنَّ الحرمان من النوم هو عامل رئيسي في تحفيز نوبات الصرع عند مرضى هذه المتلازمة.

## الأسباب
الصرع الرمع العضلي الشبابي هو متلازمة وراثية، ولكن طريقة توريث هذا الاضطراب غير واضحة بدقة حتى الآن. أظهرت الدراسات أن 17 – 49% من المصابين بهذا النوع من الصرع لديهم أقارب مصابون به أيضاً، ويلاحظ أنَّ نسبة حدوث هذه المتلازمة عند الإناث أعلى منها عند الذكور، ومعظم الحالات تبدأ في مرحلة الطفولة والبلوغ.

## الفيزيولوجيا المرضية

### الجين CACNB4
يعتبر الجين CACNB4  مسؤولاً عن تشفير بروتين الوحدة الفرعية لأقنية الكالسيوم، وهذه الوحدات الفرعية هي التي تنظم سرعة النقل عبر هذه الأقنية. أظهرت التجارب السريرية على الفئران أنَّ حدوث طفرة في هذا الجين يؤدي لحدوث رنح واختلاجات وأشكال مختلفة من السبات في البداية، يعقب ذلك ظهور نوبات حركية بؤرية خلال أيام، أما عند البشر فقد حُدِّدت طفرة  في هذا الجين عند مريض صرع رمعي عضلي شبابي، وحُددت طفرة أخرى عند عائلة ألمانية لديها نوبات صرع معممة، وعلى كل حال لا يمكن الجزم حتى الآن بارتباط الطفرات التي تحدث في الجين CACNB4 مع مرض الصرع الرمعي العضلي الشبابي.

### الجين GABRA1
يعد الجين GABRA1  هو الجين الذي يُرمز الوحدة الفرعية ألفا لبروتين المستقبلات العصبية GABA A. هناك طفرة واحدة معروفة في هذا الجين ترتبط بالصرع الرمعي العضلي الشبابي وتقع في الجزء الثالث من الجين، هذه الطفرة الخاطئة تؤدي إلى قنوات ذات تيارات نقل ذات ذروة منخفضة، كما أنَّ وجود مثل هذه الطفرة يغير تكوين الجين، ويقلل من التعبير عن مستقبلات GABAA .

### الجين GABRD
يُشفر الجين  GABRD الوحدة الفرعية لمستقبلات GABA وهو مكون مهم للمستقبلات العصبية التي تتواسط تثبيط النقل في الخلايا العصبية. عُثر على طفرة في هذا الجين يُعتقد أن لها ارتباطاً مع الصرع الرمعي العضلي الشبابي عن طريق تغيير التعبير السطحي للمستقبل العصبي وتقليل مدة فتح قنوات الكالسيوم.

### الجين EFHC1
آخر جين معروف بارتباطه بالصرع الرمعي العضلي الشبابي هو الجين EFHC1. يلعب هذا الجين دوراً واسعاً في انقسام الخلايا وهجرة الخلايا العصبية وتشكيل المشبك العصبي، ويعبر عنه في العديد من الأنسجة بما في ذلك الدماغ خصوصاً في منطقة الحصين والخلايا العصبية الهرمية في المخ وخلايا قشرة المخيخ. تؤثر الطفرات التي تصيب هذا الجين على هجرة الخلايا أثناء نمو الدماغ، ولهذا السبب اقترحت نظرية مفادها أن الصرع الرمعي العضلي الشبابي قد يكون نتيجة لاضطراب نمو الدماغ.

## التشخيص
يعتمد التشخيص على القصة المرضية والفحص السريري، من السمات المميزة للصرع الرمعي العضلي الشبابي نوبات الاختلاج العضلي المتكررة. يساعد تخطيط الدماغ الكهربائي في وضع التشخيص من خلال نمط مميز من الموجات البطيئة التي تتراوح ذرواتها بين 4 – 6 هرتز، ويمكن تحريض هذا النوع من الموجات عن طريق التنبيه الضوئي أو فرط التنفس.
يبدو الدماغ على صورة الرنين المغناطيسي وصورة الطبقي المحوري طبيعياً عند مرضى الصرع الرمعي العضلي الشبابي، ومع ذلك فقد أفادت بعض الدراسات عن ظهور بعض التشوهات البؤرية ضمن المادية الرمادية في المخ في صور الرنين المغناطيسي عند مرضى الصرع الرمعي العضلي الشبابي.

## العلاج
أكثر الأدوية المضادة للصرع فعالية في علاج الصرع الرمعي العضلي الشبابي هي حمض الفالبرويك، لكن ارتفاع نسبة حدوث تشوهات الجنين التي يُسببها حمض الفالبرويك بدأت النساء في سن الإنجاب باستخدام أدوية بديلة مثل لاموتريجين أو ليفيتيراسيتام. قد يسبب الكاربامازيبين تفاقم نوبات الصرع المعمم وبالتالي يجب تجنب استخدامه عند مرضى الصرع الرمعي العضلي الشبابي مدى الحياة، ويجب كذلك تحذير المرضى من السهر لفترات طويلة.

## تاريخ
وصف الصرع الرمعي العضلي الشبابي لأول مرة على يد تيودور هيربين عام 1857 عندما وصف حالة صبي يبلغ من العمر 13 عاماً يعاني من نوبات اختلاج عضلي معمم، والتي تحولت إلى نوبات صرع خلال ثلاثة أشهر، وفي عام 1957 نشر جانز وكريستيان مقالة تصف العديد من المرضى الذين يعانون من الصرع العضلي الرمعي الشبابي. اقترح الاسم النهائي للحالة في عام 1975 واعتمدته الرابطة الدولية لمكافحة الصرع.